# Oryza
Oryza és un gènere de plantes amb flor de la família de les poàcies (Poaceae). Aquest gènere inclou diverses espècies d'arròs i també d'altres que es consideren males herbes. Totes són plantes aquàtiques amb arrels fibroses. Inclou plantes anuals i perennifòlies.